# Kalanchoe tomentosa
Kalanchoe tomentosa är en fetbladsväxtart som beskrevs av John Gilbert Baker. Kalanchoe tomentosa ingår i släktet Kalanchoe och familjen fetbladsväxter. Inga underarter finns listade i Catalogue of Life.

## Bildgalleri

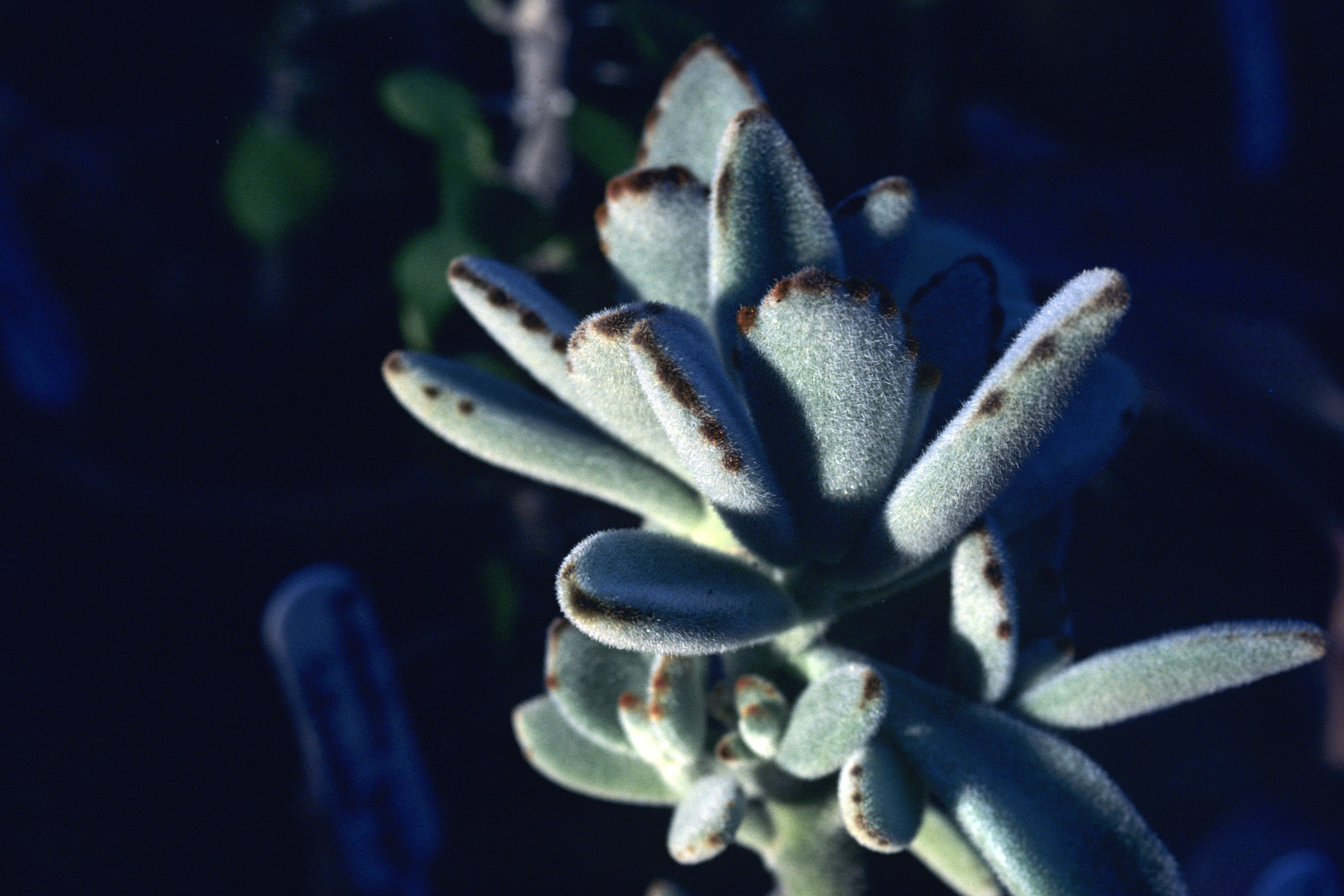
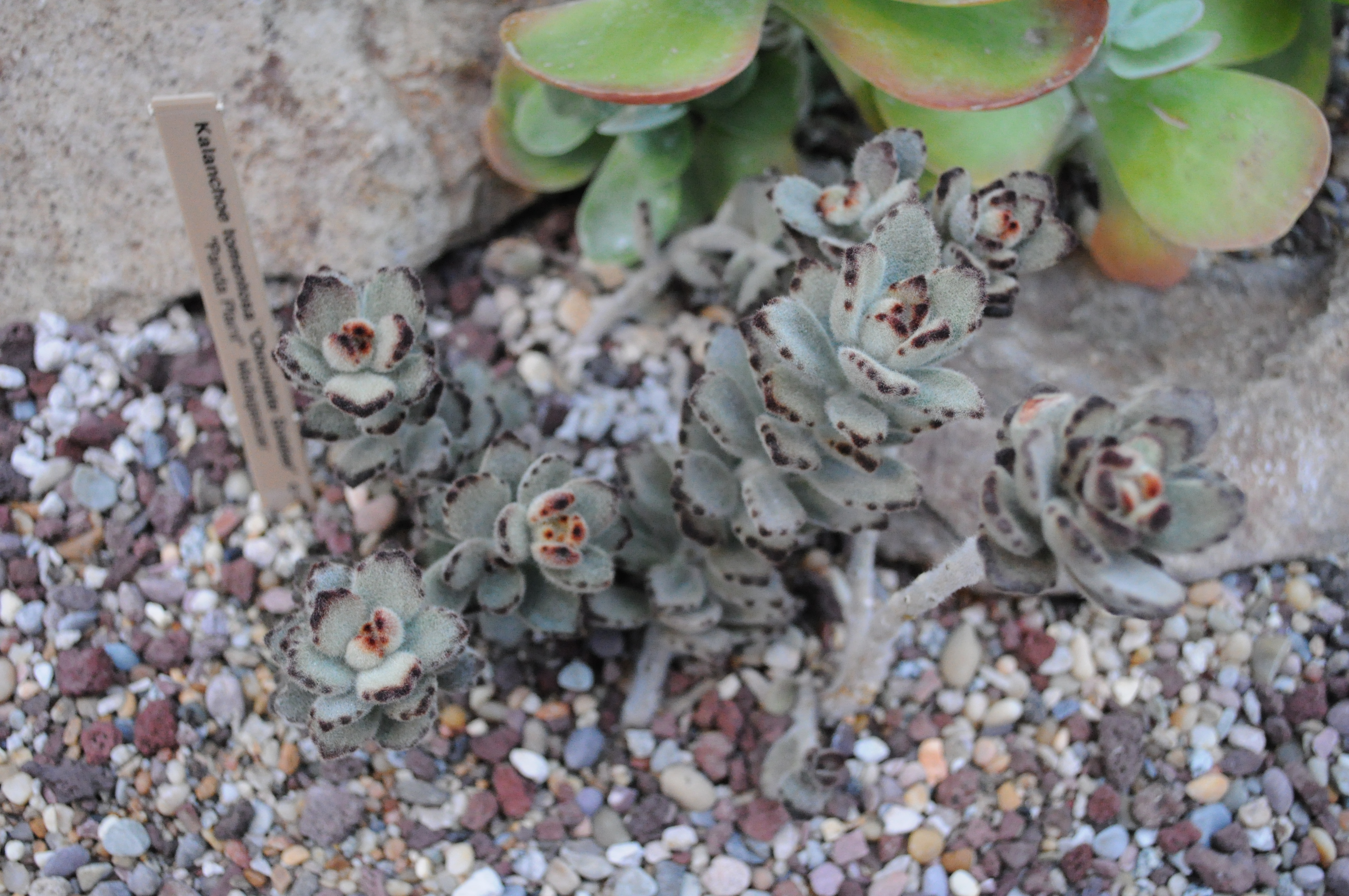
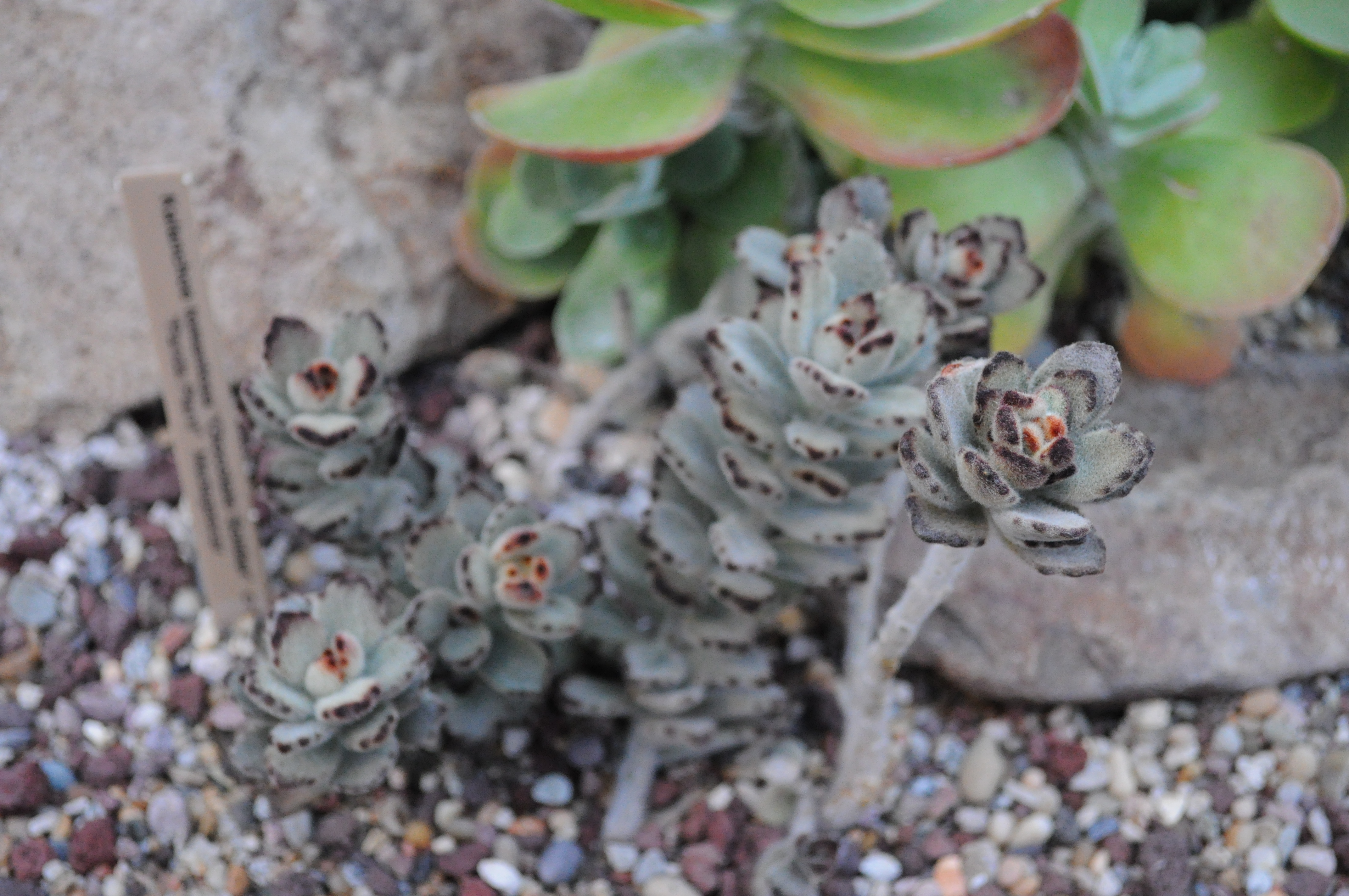
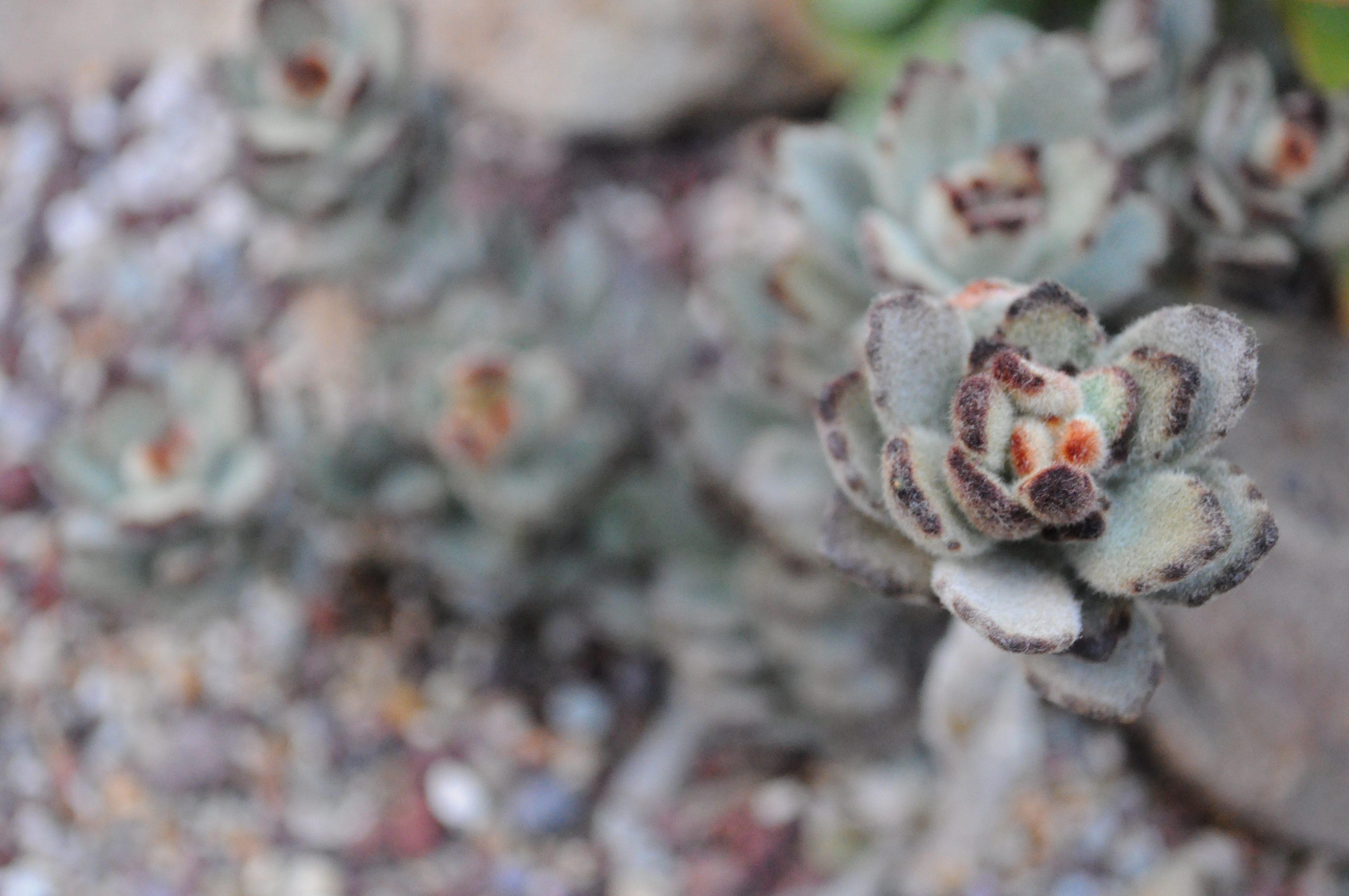
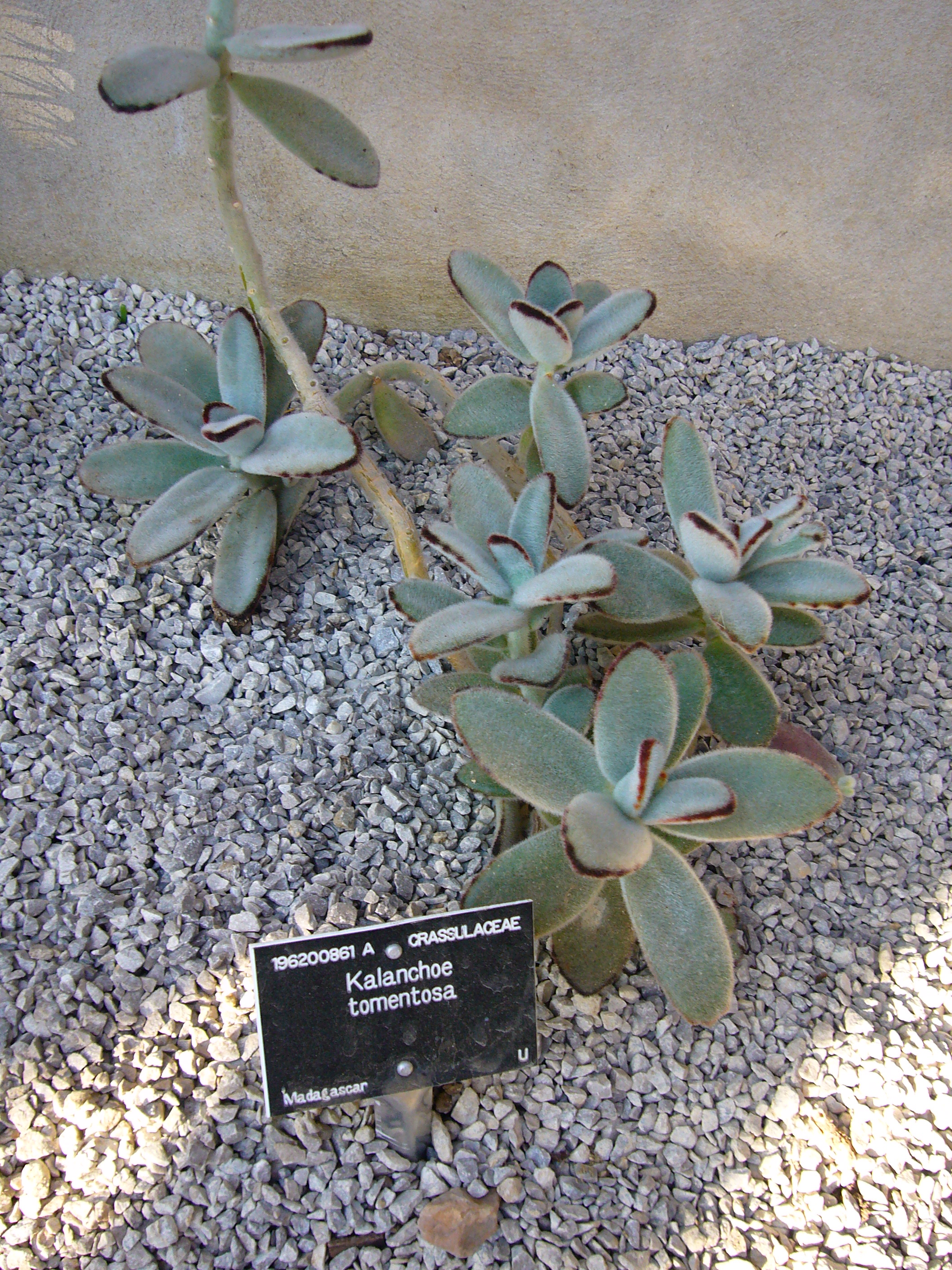
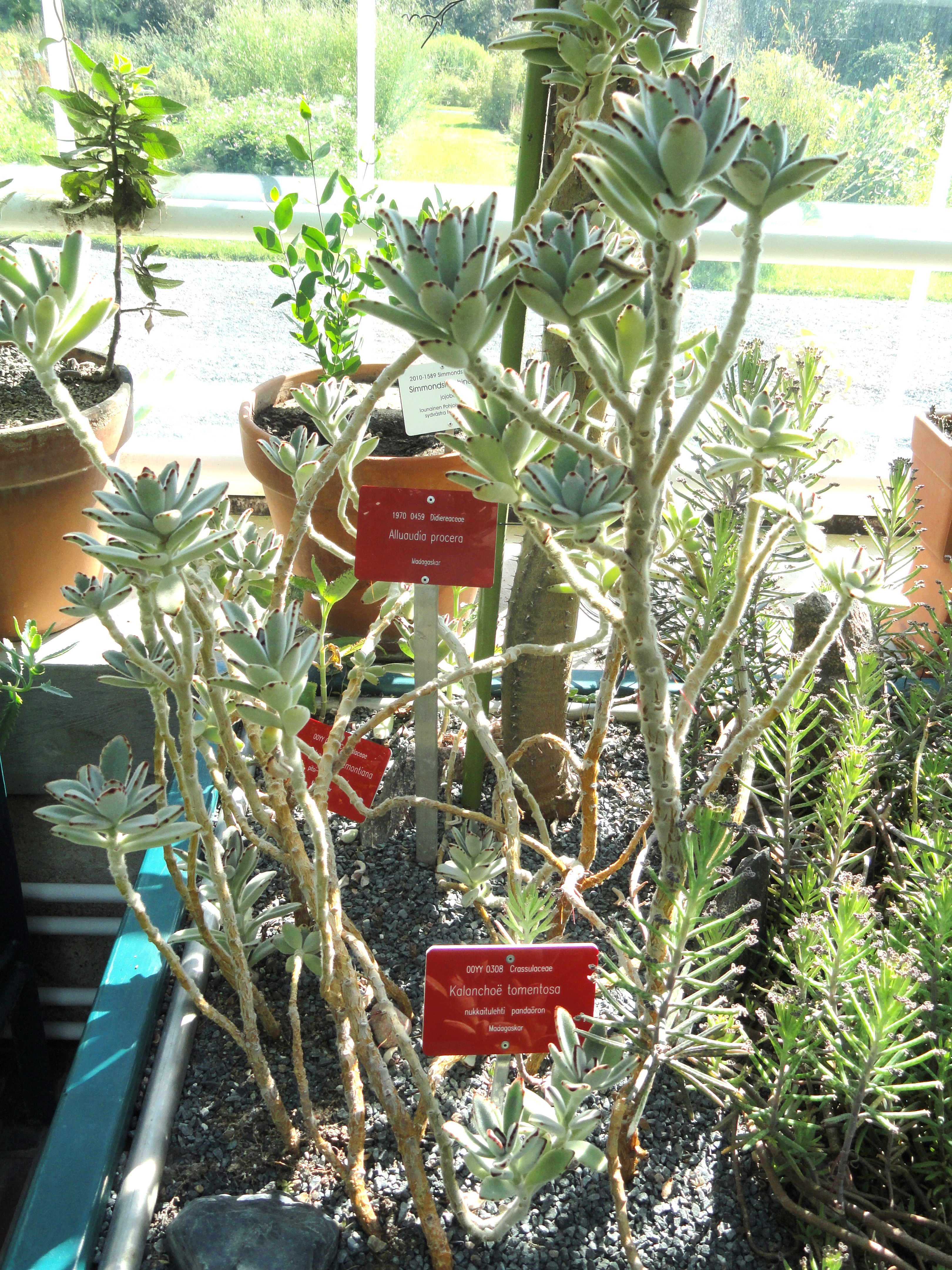